# Chiciureni
Chiciureni – wieś w Rumunii, w okręgu Prahova, w gminie Măneciu. W 2011 roku liczyła 173 mieszkańców.